# Dungang, Henan
Dungang (kinesiska: 顿岗, 顿岗乡) är en socken i Kina. Den ligger i provinsen Henan, i den centrala delen av landet, omkring 260 kilometer sydost om provinshuvudstaden Zhengzhou. Antalet invånare är 31 557. Befolkningen består av 16 903 kvinnor och 14 654 män. Barn under 15 år utgör 26,0 %, vuxna 15-64 år 61 %, och äldre över 65 år 12,0 %.
Genomsnittlig årsnederbörd är 1 111 millimeter. Den regnigaste månaden är september, med i genomsnitt 197 mm nederbörd, och den torraste är januari, med 18 mm nederbörd.